# Coen Vermeltfoort
Coen Vermeltfoort (Heeswijk, 11 april 1988) is een Nederlands wielrenner die sinds 2020 rijdt voor VolkerWessels Cycling Team.

## Carrière
In 2008 won Coen Vermeltfoort de Gerrie Knetemann Trofee, en werd daarmee verkozen tot Talent van het Jaar.Hiermee trad hij in de voetsporen van onder andere Robert Gesink. In 2009 kampte Vermeltfoort met tegenslag ten gevolge van ziekte. Het jaar erop deed hij echter weer van zich spreken, met onder andere een overwinning in de Belgische koers Zellik-Galmaarden. Mede hierdoor kon hij in 2011 de overstap maken naar de profploeg Rabobank, waarbij hij in mei 2010 een tweejarig contract tekende.
In deze twee jaar kon Vermeltfoort mede door blessures de verwachtingen niet waar maken, waarna hij In 2013 een stap terug zette naar Cycling Team De Rijke. Voor Cycling Team De Rijke won Coen Vermeltfoort weer veel wedstrijden en wist hij in 2016 de Nederlandse Topcompetitie te winnen wat hem een profcontract bij Roompot opleverde, waar hij in 2017 en 2018 onder contract stond.
In december 2022 werd Vermeltfoort Europees Kampioen Strandracen.

## Palmares

### Gravelrace
2022
 Nederlands kampioenschap gravel
2023
Merida NL gravel series #5 - Epe

### Strandrace
| Seizoen   | EK   | NK   | Overige                               | Totaal aantal zeges |
| --------- | ---- | ---- | ------------------------------------- | ------------------- |
| 2017-2018 | DNS  | DNS  | Eersel                                | 1                   |
| 2018-2019 | DNS  | Goud |                                       | 1                   |
| 2019-2020 | 22e  |      | Hoek van Holland–Den Helder, Rockanje | 2                   |
| 2022-2023 | Goud |      |                                       | 1                   |
| Totaal    | 1    | 1    | 3                                     | 5                   |

### Wegwielrennen
2007
5e etappe Olympia's Tour
2008
Ronde van Drenthe
1e en 2e etappe Ronde van Bretagne
1e en 3e etappe Olympia's Tour
Parijs-Roubaix, Beloften
4e etappe GP Tell
2e etappe Ronde van de Toekomst
2010
Zellik-Galmaarden
3e en 5e etappe deel A Olympia's Tour
2013
Arno Wallaard Memorial
Grote Prijs 1 Mei
Proloog Olympia's Tour
Proloog Ronde van Portugal (TTT)
2014
4e etappe Circuit des Ardennes
Proloog Olympia's Tour
1e, 3e en 4e etappe Flèche du Sud
2016
1e en 5e etappe Flèche du Sud
Omloop van de Braakman
2019
Slag om Norg
Ronde van Groningen
Ster van Zwolle
2e etappe Ronde van Noord-Holland
1e etappe Olympia's Tour
2020
Omloop van de Braakman
2021
Textielprijs Vichte
Ster van Zwolle
2022
7e etappe Ronde van Normandië
2e etappe Ronde van Loir-et-Cher
PWZ Zuidenveldtour
Ronde van Overijssel
1e etappe Koers van de Olympische Solidariteit
Districtenpijl-Ekeren-Deurne
Ronde van de Achterhoek
Grote Prijs Rik Van Looy
2023
Ster van Zwolle
Ronde van Overijssel
4e etappe Koers van de Olympische Solidariteit
Sluitingsprijs Putte-Kapellen
2024
Ronde van Midden-Brabant
Ronde van Pijnacker
Ronde van De Lier
Wielerronde van Nibbixwoud
Slag van Ambacht

#### Resultaten in voornaamste wedstrijden
| Jaar | Gent-Wevelgem | Ronde van Vlaanderen | Parijs-Roubaix | Parijs-Tours |
| ---- | ------------- | -------------------- | -------------- | ------------ |
| 2011 |               | opgave               |                | 85e          |
| 2012 |               |                      | opgave         | opgave       |
| 2017 | 27e           | opgave               | opgave         |              |
| 2018 |               | opgave               |                |              |

## Ploegen
2007 –  Rabobank Continental Team
2008 –  Rabobank Continental Team
2009 –  Rabobank Continental Team
2010 –  Rabobank Continental Team
2011 –  Rabobank
2012 –  Rabobank
2013 –  Cyclingteam De Rijke-Shanks
2014 –  Cyclingteam De Rijke
2015 –  Cyclingteam Join-S|De Rijke
2016 –  Cyclingteam Join-S|De Rijke
2017 –  Roompot-Nederlandse Loterij
2018 –  Roompot-Nederlandse Loterij
2019 –  Alecto Cycling Team
2020 –  VolkerWessels-Merckx
2021 –  VolkerWessels-Merckx
2022 –  VolkerWessels Cycling Team
2023 –  VolkerWessels Cycling Team
2024 –  VolkerWessels Cycling Team
2025 –  VolkerWessels Cycling Team
Aernouts ·
Berkhout ·
de Baat ·
Boom ·
van Dulmen ·
van Emden ·
Groenendaal · 
Keizer ·
de Knegt ·
Kruijswijk ·
Leezer ·
Maaskant ·
Mollema ·
Nys ·
Popov ·
Rabou ·
Ruijgh ·
van Poppel ·
van der Velde ·
Veelers ·
Vermeltfoort ·
van Winden
Adams ·
Aernouts ·
Beima ·
Berkhout ·
Bol ·
Boom ·
van Emden (tot 31/08) ·
van Garderen ·
Keizer ·
de Knegt ·
Kreder · 
Kruijswijk ·
Lodewyck · 
Nys (tot 09/05) ·
Popov ·
van Poppel ·
Rabou ·
Sinkeldam ·
Van Staeyen ·
van der Velde ·
Vermeltfoort ·
van Winden
Adams ·
Aernouts ·
Berkhout ·
Boeve ·
Bol ·
Bos ·
Fuchs ·
van Garderen ·
van Geffen ·
Keizer ·
de Knegt ·
Kreder · 
Kruijswijk ·
Ockeloen ·
van Poppel ·
Rabou ·
Sinkeldam ·
Van Staeyen ·
Vermeltfoort ·
Vrijmoed ·
van Winden
Adams (tot 25/08) ·
Boeve ·
Bol ·
Bovenhuis ·
Bulgaç ·
van Geffen (tot 09/05) ·
Hofland ·
Keizer ·
Kelderman ·
Kreder · 
van der Lijke ·
Markus ·
Ockeloen ·
van Poppel ·
Sinkeldam ·
Slagter ·
Vermeltfoort ·
Vrijmoed
Barredo ·
Boom ·
Bos ·
Breschel ·
Brown ·
Clement ·
ten Dam ·
van Emden ·
Flens ·
Freire · 
Gárate ·
Gesink ·
Kruijswijk ·
Langeveld ·
Leezer ·
Martens ·
Matthews ·
Mollema ·
Niermann ·
Sánchez ·
Slagter ·
Tankink ·
Tjallingii ·
Vermeltfoort ·
Weening ·
van Winden · 
Wynants ·
Goos (stagiair)
Barredo ·
Bol · 
Boom ·
Bos ·
Breschel ·
Brown ·
Clement ·
ten Dam ·
van Emden ·
Flens ·
Gárate ·
Gesink ·
Kelderman ·
Kruijswijk ·
Leezer ·
Martens ·
Matthews ·
Mollema ·
Niermann ·
Renshaw ·
Sánchez ·
Slagter ·
Tankink ·
Tjallingii ·
Vermeltfoort ·
van Winden · 
Wynants ·
Goos (stagiair)
Ariesen · Asselman · Budding · van Empel · van Ginneken · van Goethem · van der Hoorn · Kreder · Ligthart · van der Lijke · Looij · Meijers · Mouris · Reinders · Riesebeek · Tusveld · Vermeltfoort · de Vries · Weening
Ariesen · Asselman · Budding · van Empel · Gerts · van Ginneken · van Goethem · de Greef · van der Hoorn · Ligthart · van der Lijke · Meijers · Reinders · Riesebeek · van Schip · Vermeltfoort · Weening · Wippert